# Église Saint-Ménelé de Saint-Maulvis
L'église Saint-Ménelé de Saint-Maulvis est située dans le village de Saint-Maulvis, dans le département de la Somme, à l'ouest d'Amiens.

## Historique
L'église de Saint-Maulvis a été construite au XVIe siècle. 
Son clocher est protégé au titre des monuments historiques : inscription par arrêté du 19 février 1926. L'église en totalité fait l'objet d'une inscription par arrêté du 29 août 2022.

## Caractéristiques
L'église de Saint-Maulvis a été construite en pierre. Elle est dominée par une massive tour-clocher. L'édifice conserve un certain nombre d'œuvres d'art classées monuments historiques à titre d'objet : du XVe siècle, un buffet; du XVIe siècle : un socle de statue transformé en bénitier, une statue de saint Adrien, du XVIIe siècle, une suspension eucharistique reliquaire de saint Fiacre; des fonts baptismaux en pierre, une statue en bois polychrome de saint Antoine Ermite et une statue d'un saint évêque. Des statuettes en bois de la Foi et de la Justice sont datées du XVIe siècle.

Extérieur de l'église
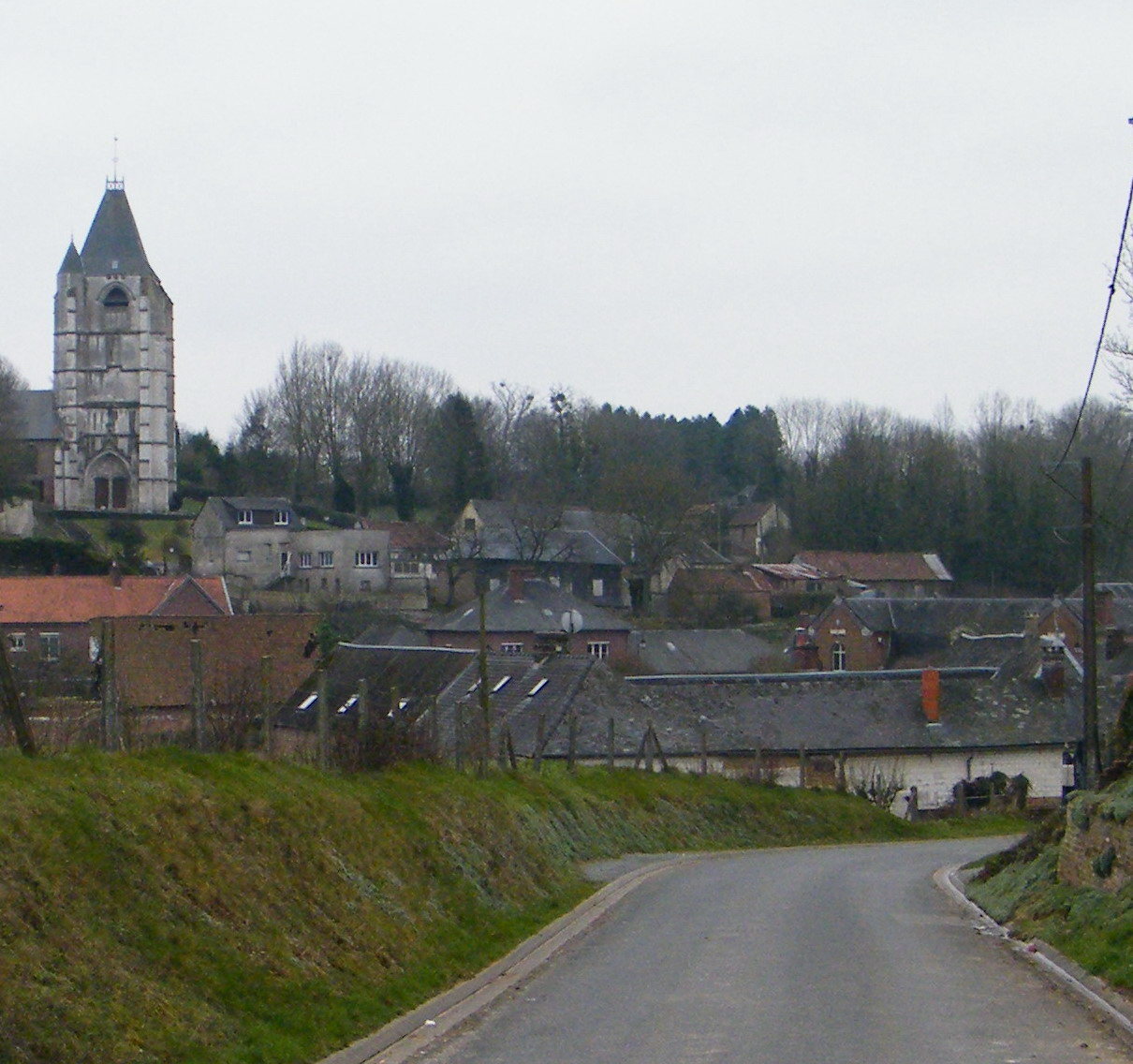
L'église domine le village, à flanc de coteau.
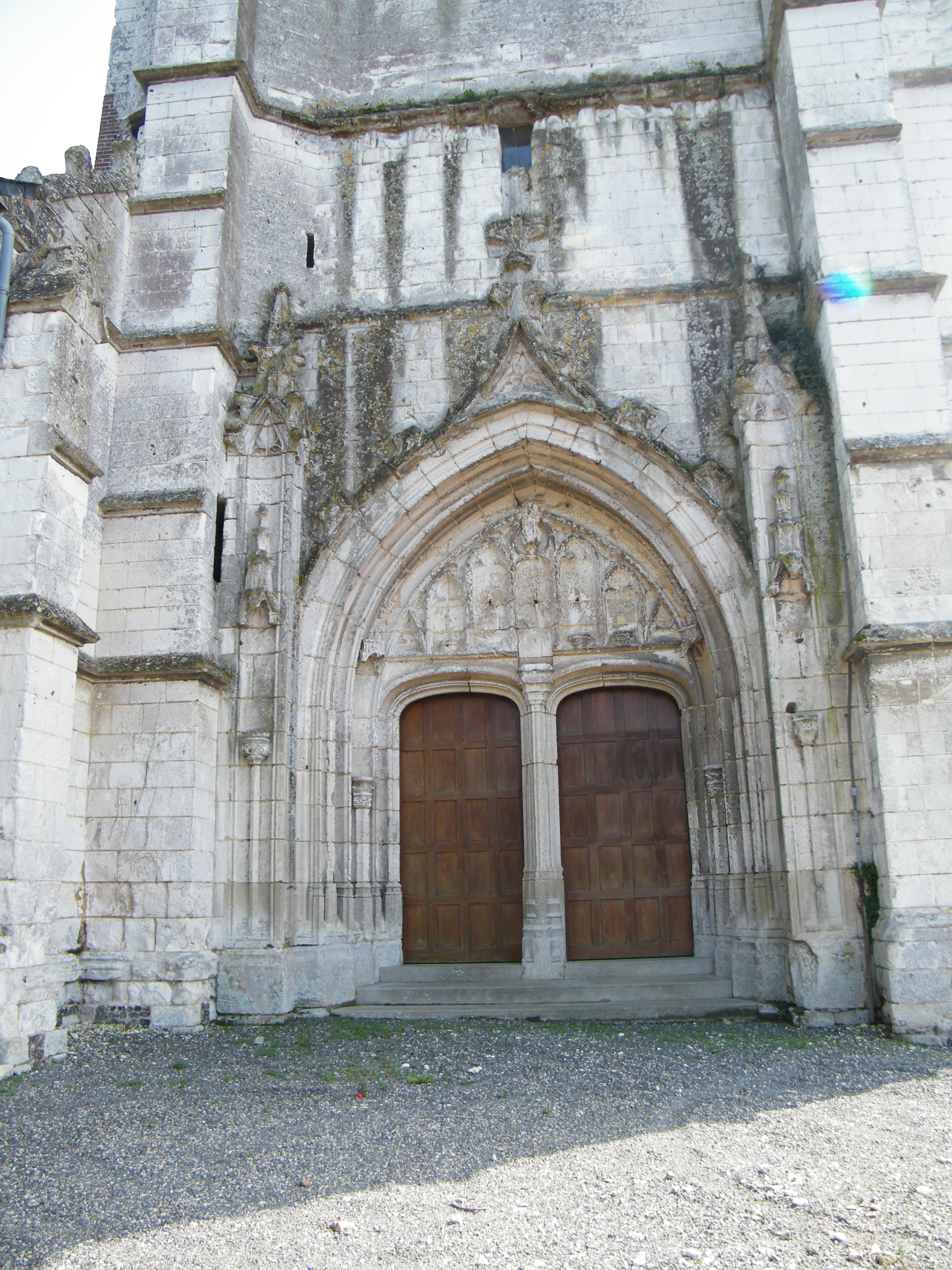
Portail d'entrée au nord.
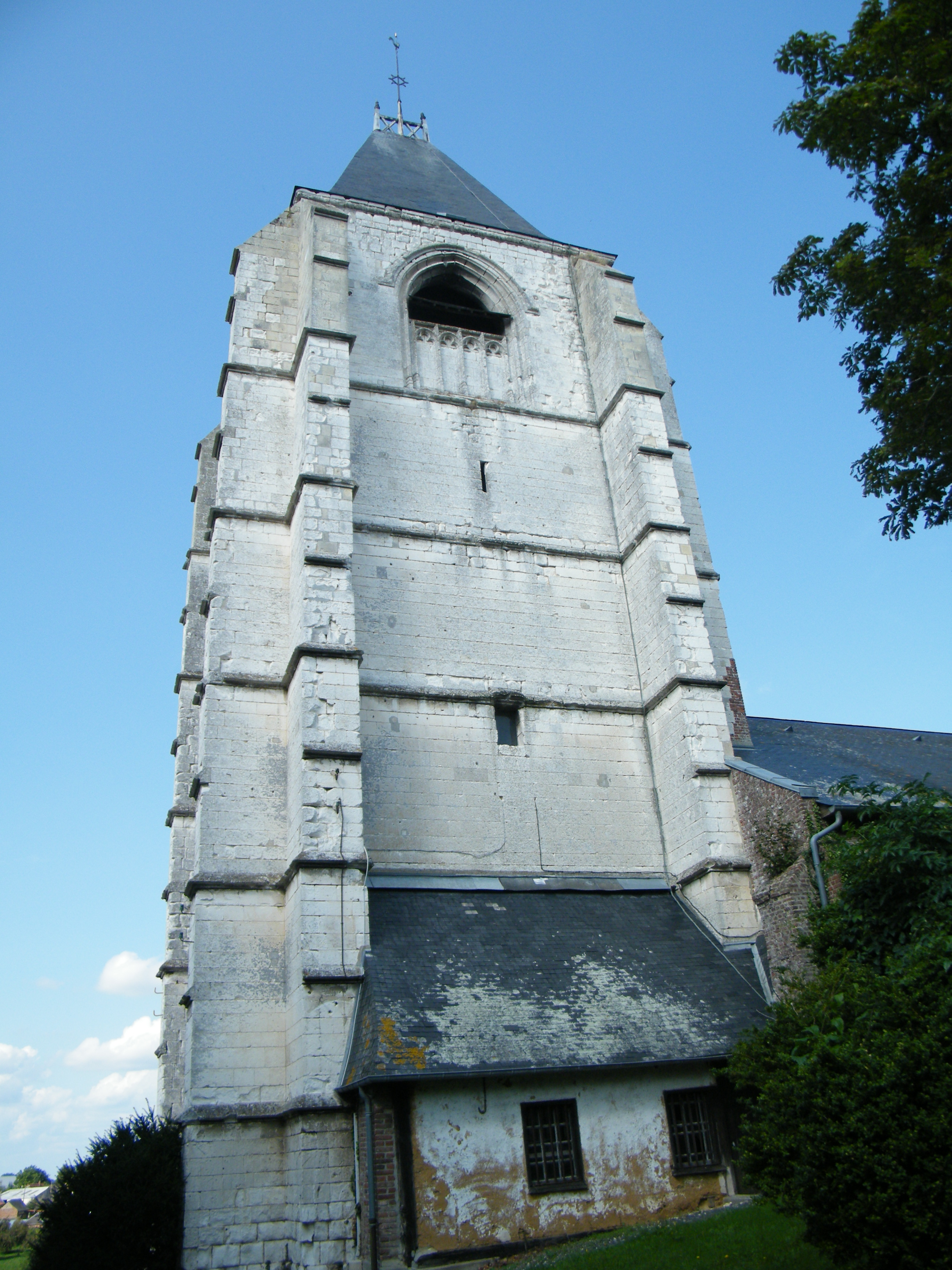
Côté sud du clocher.
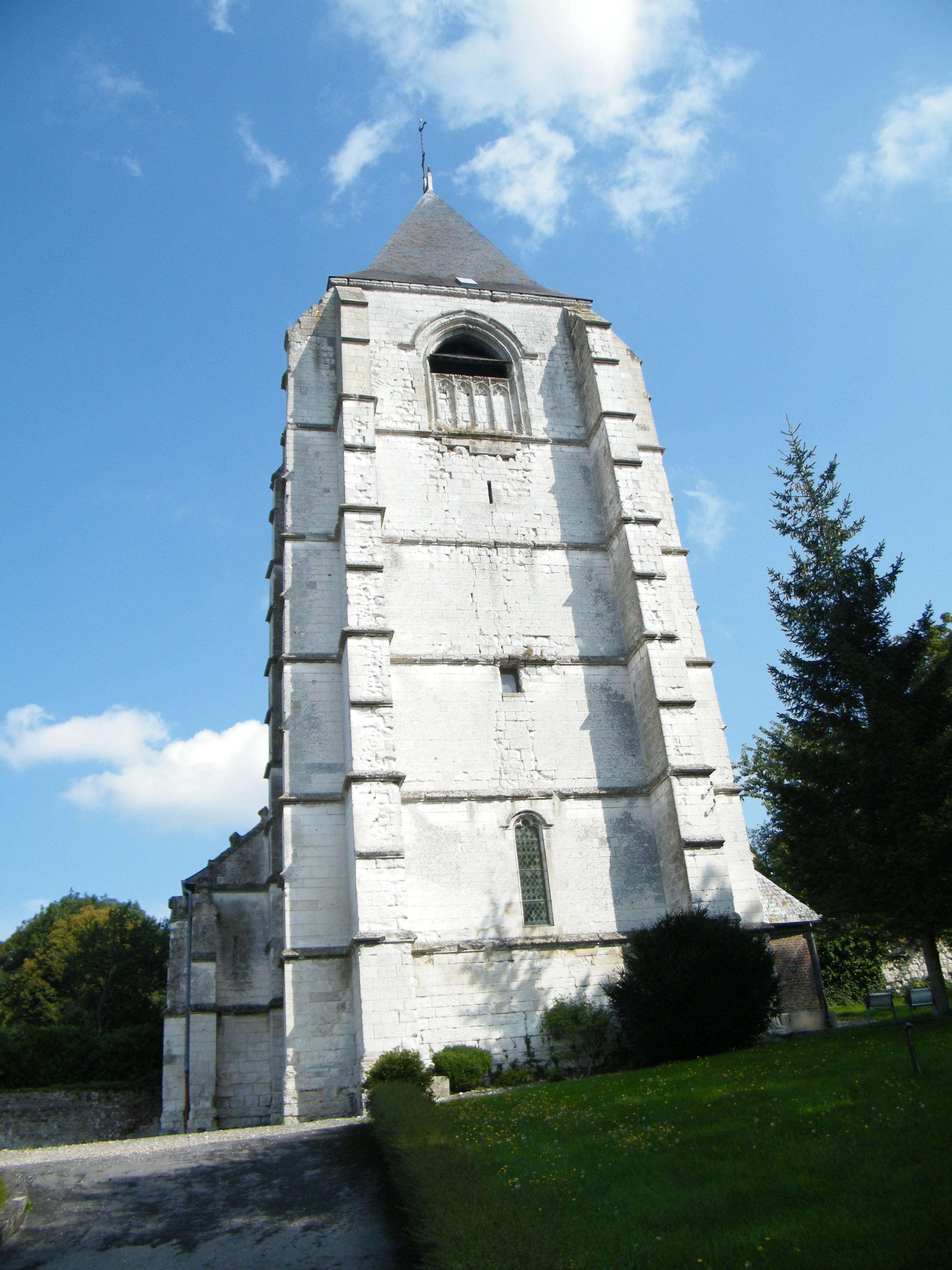
Côté ouest du clocher.